# Кратки спој
Кратки спој је нежељени електрични спој у којем струја има пут другачији од онога који је нормалан за дато електрично коло. Струја кратког споја је обично знатно већа од нормалне, што доводи до прегријавања спојног мјеста, а због тога често и до пожара.

## Узроци
Узроци кратког споја су различити. Могу бити отказивање компоненти због разних узрока, непажња при руковању, додир са водом, додир металних предмета са дијеловима електричног кола, глодари који прогризају изолацију и тако даље.

## Заштита
При кратком споју на електричним инсталацијама долази до протока врло великих струја. 
Осигурач тада треба да прекине електрично коло и служи као заштита. У супротном, проводници се прегрију и долази до пожара. Друга заштита је изолација жица, и оне стога често имају вишеслојну изолацију.

## Струја кратког споја
Ако дође до кратког споја на линијама за снабдијевање електричном енергијом или између терминала батерије, струја кратког споја ће бити изузетно велика, и биће ограничена само унутрашњим отпором батерије или генератора, и водовима до мјеста кратког споја.
Постоје четири струје кратког споја.
- Ударна струја кратког споја -
- Почетна струја кратког споја -
- Струја искључења -
- Трајна струја кратког споја -

Ударна струја кратког споја је највећа и то је тренутна максимална вредност. Она је меродавна за прорачун сабирница и изолатора.
Почетна струја представља ефективну вредност кратког споја на почетку, чија је максимална вредност једнака максималној вредности једносмерне компоненте струје. Ова струја делује на загревање проводника и због тога је меродавна при избору изолатора.
Струја искључења је ефективна вредност максималне струје по истеку времена искључења потребног да реагују елементи за прикључене деонице у кратком споју. Ова струја је меродавна за избор прекидача.
Трајна струја кратког споја представља ефективну вредност максималне струје кратког споја после ишчезавања једносмерне компоненте, а кад дође до стабилизације напона мреже.